# Bruce Hungerford
Bruce Hungerford (Geburtsname Leonard Sinclair Hungerford; * 24. November 1922 in Korumburra, Victoria, Australien; † 26. Januar 1977 in New York) war ein australischer klassischer Pianist.

## Biographie
Hungerford hieß nach seiner Geburt Leonard Sinclair Hungerford. In einem undatierten Manuskript erzählte er: „Als es um meinen Taufnamen ging, waren meine Eltern zwischen Bruce und Leonard hin und her gerissen. Ich glaube, sie wollten eigentlich Bruce, aber ich war so mickrig klein, dass sie zögerten, mir den Namen des schottischen Kriegerkönigs zu geben. Zwei, drei Tage bevor ich getauft werden sollte, kam mein Großvater zu uns, ein Schotte von altem Schrot und Korn. Er schaute auf mich herab und sagte traurig: ‚Das ist kein Bruce‘. Damit waren die Würfel gefallen, jedenfalls für meine ersten 35 Jahre.“ 1958 änderte Leonard Hungerford seinen Namen zu Bruce Hungerford.
Am 26. Januar 1977 wurde Hungerford im Alter von 54 Jahren in New York City bei einem Verkehrsunfall getötet, einem Frontalzusammenstoß, der von einem betrunkenen Fahrer verursacht wurde. Seine Mutter, seine Nichte und deren Ehemann kamen bei dem Unfall ebenfalls ums Leben.

## Ausbildung
Ab seinem 12. Lebensjahr studierte Hungerford Klavier am Konservatorium der Universität Melbourne bei Roy Shepherd, einem Schüler von Alfred Cortot. Mit 17 gewann er ein Stipendium für das Konservatorium.
1944 studierte er kurze Zeit bei Ignaz Friedman in Sydney. Sein Spiel beeindruckte den Dirigenten Eugene Ormandy, der für ihn das Studium bei Ernest Hutcheson an der Juilliard School of Music in New York arrangierte. Nach zwei Jahren wollte Hungerford sich weiter verändern und suchte wieder den Rat Ormandys. Dieser schlug ihm vor, bei Olga Samaroff in Philadelphia zu studieren. Er zog im Oktober 1947 nach Philadelphia um und begann mit Samaroff zu studieren, suchte aber, enttäuscht von Samaroff, weiter nach einem Mentor. Diese fand er in Myra Hess, die ihn bei jedem ihrer Besuche in den USA coachte und Kurse erteilte. Hungerford unterhielt eine enge Beziehung mit Hess bis zu ihrem Tod 1965. Sie schlug ihm vor, bei Carl Friedberg zu studieren. In ihm fand Hungerford schließlich den Lehrer, der zu ihm passte und zu dem er bis zu seinem Tod 1955 eine fruchtbare Beziehung unterhielt. Er war der erste Stipendiat der Carl Friedberg Alumni Association Scholarship.

## Wirken
Hungerford debütierte mit 20 mit dem Melbourne Symphony Orchestra. Im Februar 1940 wurde er auf dem Radiosender 3UL mit Brahms’ Intermezzo op. 117 Nr. 2 und Liszts Ungarischer Rhapsodie Nr. 6 ausgestrahlt. Der Argus-Rezensent besuchte im August 1944 ein gemeinsames Konzert Hungerfords und zweier weiterer junger Künstler und schrieb, Hungerford habe „den tiefsten Eindruck hinterlassen. Er hat seit seinen Konzerten als Student und dem Konzertfestival große Fortschritte gemacht. Sein Spiel der Schubert-Sonate in A-Dur war ein Beweis für sorgfältiges Studium und die Wertschätzung des Komponisten sowie für eine effiziente Technik.“
Samaroff hatte Hungerford kurz vor ihrem Tod 1948 geraten, sich entweder in der Konzertszene in Europa zu etablieren oder als Klavierlehrer zurück nach Australien zu gehen. Obwohl Hungerford die nächsten zehn Jahre in den USA auftrat, glaubte auch er, Europa erobern zu müssen, um eine große Karriere zu machen. Er zog deshalb 1958 nach Deutschland, änderte seinen Namen in Bruce Hungerford und konzertierte in ganz Europa. Er war zudem ein professioneller Mitarbeiter von Friedelind Wagner, der Enkelin des Komponisten, und von 1959 bis 1967 Pianist in Residence der Meisterklassen der Bayreuther Festspiele.
1967 wurde Hungerford von Seymour und Maynard Solomon, den Gründern und Direktoren der Vanguard Records, angesprochen, um die gesamten Klavierwerke von Beethoven einzuspielen. Hungerford ging in die USA  zurück und kombinierte eine eingeschränkte Konzertagenda mit einem Lehrauftrag am Mannes College of Music. Das Projekt blieb wegen seines Unfalltodes 1977 unvollendet.
Sein letztes Rezital spielte er im März 1974 in der Alice Tully Hall.
Hungerford hinterließ ein Vermächtnis von neun Beethoven-Einspielungen und je eine mit Werken von Brahms, Chopin und Schubert auf dem Vanguard-Label. Er nahm 1960 auf Wunsch der Familie Wagner auch alle Klavierwerke Wagners auf, die vom DDR-Label Eterna herausgegeben wurden. 2012 gab das Label Piano Classics von Naxos Hungerfords Beethoven-Aufnahmen auf 5 CDs heraus: 18 Klaviersonaten (darunter Pathétique, Mondscheinsonate, Der Sturm und Waldstein), 2 Bagatellen (darunter Für Elise), 1 Menuett, 1 Rondo.

## Paläontologe
Neben seinen musikalischen Interessen war Hungerford ein begeisterter Paläontologe und studierte Paläontologie von Wirbeltieren an der Columbia University und am American Museum of Natural History in New York. Eine seiner Liebesbeschäftigungen war, nach Dinosaurier-Fußabdrücken im Connecticut River Valley zu graben.
Er hatte auch ein leidenschaftliches Interesse an Ägyptologie. Dies und seine Fähigkeiten als Fotograf führten dazu, dass er sechs Forschungsreisen nach Ägypten unternahm, die erste 1961 als Fotograf auf der Nil-Expedition der NBC, die weiteren unter der Leitung des American Research Center in Ägypten und der American University in Cairo. Er hielt häufig Vorträge über Ägypten und kombinierte manchmal Vortragsreisen mit seinen Konzertreisen. 1971 schrieb er The Heritage of Ancient Egypt, eine 17-teilige audiovisuelle Serie, die mit 1200 seiner eigenen Farbdias illustriert und an Museen und Universitäten in den Vereinigten Staaten verkauft wurde.